# 金日成軍事綜合大學
金日成軍事綜合大學（朝鲜语：／），是朝鮮人民軍培養高級將領的大學，位於朝鮮平壤市萬景台區。学校隶属于总参谋部教育局。学校设教务部、政治部、后勤部和科学研究部等管理部门，下设战术、炮兵、通信、社会科学（政治）等4个系和若干教研室。教员全部从部队优秀军官中选拔。学员按营、连、排建制由专职军官进行管理。军事大学主要招收优秀的连职和师职军官，学员按营、连、排建制进行管理。按实战和任职需要进行课程设置。学员毕业后分别担任营职和军团指挥军官。

## 概要
1952年10月高級軍事學校開校，1954年8月改稱金日成陸軍大學，1956年10月再改至現在名稱。
朝鮮人民軍中的上尉至中校是主要收生對象，目的是培養他們成為高級將領，入讀年限為3-4年，上校以上的學生如以進修為目的，一般修學一年。
根據韓國統一部的調査，金正恩體制內黨和政府大員出身於本大學者佔17.7%以上，僅次於金日成綜合大學出身者的35.5%，而朝鮮勞動黨内出身此大學者佔26%。

## 學制
朝鲜金日成综合军事大学主要招收陆军优秀的连职和师职军官，学制分别为3至4和2至3年，前者按相当大学本科程度、后者按相当研究生班程度进行全面、系统的培训，毕业后分别担任营职和军团指挥军官。朝鲜金日成综合军事大学在教学中注重政治与军事、理论与实践的紧密结合，强调按实战和任职需要进行课程设置，注重军事应用。在政治教育中，强调以革命思想武装学员，培养吃苦耐劳和无私奉献的精神。学员在校期间，轮流担任班、排长，在实践中培养他们的领导能力。

## 历任领导
校长：
- 1962年，池炳学
- 1982年，崔仁德
- 2008年2月，吕春石
- 2013年7月，金正覺

## 知名校友
- 金正恩（朝鮮勞動黨總書記、國務委員會委員長、武裝力量最高司令官）
- 李英浩（原朝鮮人民軍次帥、總参謀長）
- 金永春（原朝鮮人民軍總参謀長、人民武力部部長）
- 朱霜成
- 金正閣
- 金與正